# دوكاربامين
دوكاربامين (بالإنجليزية: Docarpamine)‏ دواء دوبامين نشط يُباع بالاسم التجاري تانادوبا (بالإنجليزية: Tanadopa)‏ ويُسوَّق في اليابان لعلاج قصور القلب الحاد والزمن. يُعطى هذا الدواء فمويًّا ووريديًّا. 